# El sueño
El sueño (« Le Rêve ») est une peinture réalisée par Francisco de Goya entre 1790 et 1793 dans le cadre d'une commande pour Sebastián Martínez y Pérez, commerçant, Lumière et ami de Goya. Le succès de cette commande, et en particulier de Femmes conversant, aurait poussé Goya à entreprendre la septième série de cartons pour tapisserie destinée au bureau de Charles IV dans le palais de l'Escurial, alors qu'il y était réticent.

## Contexte de l'œuvre
Goya reçoit le titre de peintre de la chambre du roi en 1789 après avoir réalisé des portraits de grande qualité des nouveaux monarques – et anciens princes des Asturies aux palais desquels étaient envoyés les cartons de tapisserie –, Charles IV et Marie-Louise de Bourbon-Parme, héritiers de Charles III. Conscient de ses nouvelles responsabilités, il refuse dans un premier temps de peindre de nouveaux cartons.
Depuis la mort de Charles III, la réalisation de cartons pour tapisserie est suspendue – bien que la Fabrique royale laisse entendre qu'elle permettra « qu'on sorte des dessins qui plaisent, et se distinguent par le bon goût », et le Pardo est délaissé par les princes devenus rois, faisant de l'Escurial leur Site royal favori. Le 20 avril 1790, les peintres de la cour reçoivent un communiqué où il est écrit que « le Roi a décidé de déterminer les thèmes champêtres et cocasses comme étant ceux qu'il veut représentés sur les tapisseries ». Goya fait partie de cette liste des artistes qui vont s'employer à décorer l'Escurial. Cependant, étant peintre de la chambre du roi, il refuse dans un premier temps de commencer une nouvelle série, considérant cela comme un travail trop artisanal, lui qui pense s'être séparé de la corporation des peintres de carton.
El Sueño ferait partie, avec Femmes conversant et Mujer dormida, d'une commande pour Sebastián Martínez y Pérez, commerçant, Lumière et ami de Goya. Le succès de cette série, et en particulier de Femmes conversant, aurait poussé Goya à entreprendre la septième série de cartons pour tapisserie destinée au bureau de Charles IV dans le palais de l'Escurial, alors qu'il y était réticent.
La toile est citée pour la première fois dans le catalogue du musée du Prado en 1876.

## Analyse
Le portrait représente une belle femme de trois quarts, dormant tranquillement ; la scène inspire une certaine sérénité mais possède également quelque chose d'inquiétant. C'est un thème très peu courant chez Goya, qui représente plutôt des scènes dynamiques.
La femme représentée n'a pas été identifiée ; son visage est nuancé par la pénombre et est tourné vers le fond de la chambre obscure. Mais le nom de Pepita Tudó a été plusieurs fois évoqué, pour sa ressemblance avec La Maja vêtue et La Maja nue, et pour le lien potentiel avec le cabinet secret de Manuel Godoy, dont la relation amoureuse avec cette dame est connue.

### Bibliothèque
- (es) Collectif Prado et Juan J. Luna et al, Goya, 250 aniversario, Madrid, Musée du Prado, 1996, 436 p. (ISBN 84-87317-48-0 et 84-87317-49-9)